# Заважна Поруба
Заважна Поруба (слч. Závažná Poruba) насељено је мјесто са административним статусом сеоске општине (слч. obec) у округу Липтовски Микулаш, у Жилинском крају, Словачка Република.

## Становништво
| Година:    | 1994. | 2004.   | 2014.   | 2024.   |
| ---------- | ----- | ------- | ------- | ------- |
| Број људи: | 1211  | 1228    | 1252    | 1295    |
| Разлика:   |       | +1,40 % | +1,95 % | +3,43 % |

| Година:    | 2023. | 2024.   |
| ---------- | ----- | ------- |
| Број људи: | 1290  | 1295    |
| Разлика:   |       | +0,38 % |

Према подацима о броју становника из 2011. године насеље је имало 1.231 становника.